# Грачёва, Татьяна Васильевна
Татья́на Васи́льевна Грачёва (2 сентября 1950 — 4 марта 2023) — российский политолог, доцент, заведующая кафедрой русского и иностранных языков Военной академии Генерального штаба Вооруженных Сил РФ, писатель, публицист, кандидат педагогических наук. Известна как автор конспирологических антисемитских книг.

## Биография
В 1985 году защитила диссертацию на соискание учёной степени кандидата педагогических наук по теме «Отбор и активизация лексики французских военных материалов».
В течение ряда лет была ведущим научным сотрудником Центра военно-стратегических исследований Генштаба ВС РФ.
Работала — доцентом, заведующей кафедрой русского и иностранных языков Военной академии Генерального штаба Вооруженных Сил РФ.
В издании книги Е. Э. Месснера «Всемирная мятежевойна» (2004) является автором раздела «Постижение войны: мятеж как состояние души, цель и способ воевания».
Лауреат премии журнала «Москва» за 2005 год.
С 2015 года — ведущий аналитик в Генеральном штабе Вооружённых Сил РФ.
Скончалась 4 марта 2023 года на 73-м году жизни после тяжёлой продолжительной болезни. После её смерти вышло 3 конспирологические книги в издательстве Концептуал, содержащие поддержку российского вторжения в Украину и обвинения западных стран и католической церкви в фашизме и неонацизме и настаивающие на необходимости «единения русского народа против воцарения господства хазарократии и нового мирового порядка».

## Критика
Виктор Александрович Шнирельман в книге «Хазарский миф: идеология политического радикализма в России и её истоки» (2012) на десяти страницах (112—121) даёт негативную оценку работам Грачёвой, ставя под сомнение её компетентность как историка и политолога. Также описано содержание её книг, взгляды Грачёвой рассматриваются как теория заговора.
Александр Брод как директор Московского бюро по правам человека заявил: «Книга Грачёвой — это набор шовинистических, псевдоправославных, антисемитских мифов. Весь этот бред совсем не безобиден, поскольку подпадает под целый ряд статей УК и Закона о противодействии экстремизму».
В обзоре Института Стефана Рота Тель-Авивского университета книги Грачёвой охарактеризованы как антисемитские. Одним из наиболее заметных проявлений антисемитизма в 2009 году назвал выход книг Грачёвой эксперт МБПЧ кандидат исторических наук Семён Чарный.

## Публикации

### Книги
1. Деловой английский: Пособие для обучения чтению / Ком. Рос. Федерации по оборон. Отраслям пром-сти и др.. — М. Б. и., 1993. — 101 с. В надзаг, также: Акад. оборон. Отраслевой пром-сти РФ. Центр. ин-т повышения квалификации кадров авиац. Пром-сти. — 50 экз.[10]
2. Невидимая Хазария: алгоритмы геополитики и стратегии тайных войн мировой закулисы / Татьяна Грачева. — Рязань : Зерна, 2009. — 399 с. : — 12000 экз. — ISBN 978-5-901936-22-1
3. Невидимая Хазария: алгоритмы геополитики и стратегии тайных войн мировой закулисы / Татьяна Грачева. — Рязань : Зерна—Слово, 2011. — 400 с. : — 5000 экз. — ISBN 978-5-903138-79-1
4. Святая Русь против Хазарии: алгоритмы геополитики и стратегии тайных войн мировой закулисы / Татьяна Грачева. — Рязань : Зерна, 2009. — 287 с. — 20000 экз. — ISBN 978-5-901936-21-4
5. Святая Русь против Хазарии: алгоритмы геополитики и стратегии тайных войн мировой закулисы / Татьяна Грачева. — Рязань : Зерна—Слово, 2010. — 304 с. — 15000 экз. — ISBN 978-5-903138-54-8
6. Память русской души / Татьяна Грачева. — Рязань : Зерна, 2011. — 384 с. — 3000 экз. — ISBN 978-5-903138-74-6, ISBN 978-5-901938-74-6 (ошибоч.)
7. Когда власть не от Бога: алгоритмы геополитики и стратегии тайных войн мировой закулисы / Татьяна Грачева. — Рязань : Зерна—Слово, 2010. — 317 с. — 3000 экз. — ISBN 978-5-903138-49-4
8. Последнее искушение России: К какой войне должна готовиться Россия / Татьяна Грачева. — Рязань: Зерна-Слово, 2013. — 384 с. — 25000 экз. — ISBN 978-5-98317-328-6
9. Китай в объятиях дракона. Тайные алгоритмы мирового господства / Татьяна Грачева. Москва: Концептуал, 2024. — 400 с. — ISBN 978-5-907844-33-9
10. Проект «Демократия»: право на убийство. Тайные алгоритмы мирового господства / Татьяна Грачева. Москва: Концептуал, 2024. — 544 c. — ISBN 978-5-907844-60-5
11. Мифы патриотов. Тайные алгоритмы мирового господства / Татьяна Грачева. Москва: Концептуал, 2024. — 240 с. — ISBN 978-5-907844-60-5

### Статьи
| Статьи Т. В. Грачёвой на сайте Православного информационного агентства «Русская линия» |
| --- |
| - Православное информационное агентство «Русская линия»: 07.06.2011\|Библиотека периодической печати\|Татьяна Грачева, «Диверсионная атака на Россию» - Православное информационное агентство «Русская линия»: 13.04.2009\|Библиотека периодической печати\|Татьяна Грачева, «После Хазарии» - Православное информационное агентство «Русская линия»: 20.11.2008\|Библиотека периодической печати\|Татьяна Грачева, «Святая Русь против невидимой Хазарии» - Православное информационное агентство «Русская линия»: 09.09.2008\|Библиотека периодической печати\|Татьяна Грачева, «Проект „Хазария“» - Православное информационное агентство «Русская линия»: 26.08.2008\|Библиотека периодической печати\|Татьяна Грачева, «Осетия — начало большой войны» - Православное информационное агентство «Русская линия»: 15.04.2008\|Библиотека периодической печати\|Татьяна Грачева, «Россия: третий Рим или Новый Иерусалим?» - Православное информационное агентство «Русская линия»: 11.12.2007\|Библиотека периодической печати\|Оксана Полонская, Татьяна Грачева, «Народ, душа которого обращена к Богу, непобедим» (беседа с Т. В. Грачевой) - Православное информационное агентство «Русская линия»: 11.06.2007\|Библиотека периодической печати\|Татьяна Грачева, «Игры патриотов» - Православное информационное агентство «Русская линия»: 16.05.2007\|Библиотека периодической печати\|Татьяна Грачева, «Битва за государственность» - Православное информационное агентство «Русская линия»: 12.06.2006\|Библиотека периодической печати\|Татьяна Грачева, «Сеть против иерархии» (фрагменты из книги «Мифы патриотов» - Православное информационное агентство «Русская линия»: 18.05.2006\|Библиотека периодической печати\|Татьяна Грачева, «Спасет ли Россию революция?» (фрагменты из книги «Мифы патриотов» |